# Systèmes de certification obligatoires et volontaires dans la fédération de Russie
La création des systèmes de certification obligatoires dans la fédération de Russie  est prévue par la loi fédérale №184 «Sur la réglementation technique». L'estimation de conformité de production et d'autres objets aux exigences des lois, aux standards, aux règlements techniques et à d'autres normes est l'un des principaux éléments de sécurité des différents types de produits pour les humains, pour l'environnement, pour l'État.

## Structure des systèmes de certification
Chaque système de certification selon la loi fédérale №184 se compose de :   
- Organisme de certification centrale qui effectue les travaux d'organisation dans le système ;
- Organismes de certification, qui doivent prouver sa capacité à mener des activités (expertise et enregistrement des documents de certification dans un domaine spécifique de l'estimation conformité). Seulement les organismes de certification qui sont accrédités peuvent accomplir cette fonction ;
- Laboratoires de certification testent et mesurent les paramètres de sécurité ou de qualité de l'objet estimé. Les laboratoires doivent avoir l'équipement et le personnel qualifié  (ainsi que les méthodes des essais) pour la réalisation ses activités. La présence de toutes les ressources se confirme par le Certificat d'accréditation du laboratoire dans un domaine spécifique de l'activité ;
- Demandeurs ou candidats sont des entrepreneurs individuels ou des entités juridiques russes (dans les cas particuliers - des producteurs étrangers), qui ont l'intention d'estimer de la conformité de production aux exigences de loi ou aux exigences concrètes du système de certification.

Il y a beaucoup d'objets de certification (des différents produits, des processus de fabrication et industriel, des systèmes du management, des objets de construction et beaucoup d'autres objets). La liste des risques que vous pourriez rencontrer lors de l'utilisation des produits est un peu moins. Le consommateur doit être protégé contre ces risques. La variété des systèmes de certification dans la fédération de Russie est expliquée notamment par ces deux facteurs et par le désir de certaines corporations d'introduire les exigences personnelles pour les fournisseurs de production.
Il y a deux grands groupes des systèmes de certification dans la fédération de Russie : des systèmes obligatoires et volontaire. L'évaluation de conformité pour les objets du système de certification obligatoire est l'exigence rigoureuse pour tous les producteurs russes et pour les produits étrangers.

## Les systèmes de certification obligatoires dans la fédération de Russie
Seulement la structure fédérale d'État peut créer le système de certification obligatoire dans la fédération de Russie. Ce système doit passer l'enregistrement étatique. Registre des systèmes de certification dans la fédération de Russie est confiée à L'Agence fédérale sur la réglementation technique et métrologie, qui est responsable pour la certification dans la fédération de Russie. Un nouveau système de certification peut réaliser l'évaluation de conformité seulement après l'obtention du Certificat de l'enregistrement d'État avec l'appropriation à celle-ci du numéro d'enregistrement unique .
Il y a 16 systèmes obligatoires de certification dans la fédération de Russie. 
Ce sont les systèmes de certification suivants  :
- GOST R ;
- Des moyens de protection de l'information selon les exigences de sécurité d'information ;
- Télécommunications ;
- De la production géodésique, cartographique et topographique ;
- Sur les transports ferroviaires fédéraux ;
- Des moyens de protection d'information ;
- De la sécurité des productions explosibles ;
- Dans le domaine de la sécurité d'incendie ;
- Des moyens de protection d'information selon les exigences de sécurité ;
- Des navires maritimes civiles ;
- Sur les transports ferroviaires fédéraux ;
- Sur le transport aérien de la fédération de Russie ;
- De la technique d'aviation et des objets de l'aviation civile ;
- De la technique spatiale ;
- Pour les installations nucléaires, les points de la conservation et les sources de radiation ;
- Des moyens de protection d'information qui fait le secret d'État ;
- Des vaccins.

## Le système de certification obligatoire GOST R
Le système de certification obligatoire se compose des sous-systèmes de certification de production homogène. Le système de certification GOST R  se compose de 40 sous-systèmes selon le type de produits homogènes. 
Par exemple, ce sont les sous-systèmes suivants :
- De certification médicale ;
- Le système de certification des produits pétroliers ;
- Le système de certification de la vaisselle ;
- Le système de certification de l'équipement électrique ;
- Le système de certification des véhicules mécaniques et les remorques ;
- Le système de certification du gaz ;
- Le système de la certification «SEPROHIM» (le caoutchouc, l'asbeste) et plusieurs d'autres.

La gestion effective des biens d'État dans la sphère de la réglementation technique, l'organisation de certification dans le système GOST R est confié à l'Agence fédérale de la réglementation technique et métrologie (Rosstandard). L'agence se trouve dans la structure du Ministère de l'industrie et du commerce de la fédération de Russie.
Le système de certification obligatoire GOST R est devenu le premier et le plus grand système d'estimation de la conformité dans la fédération de Russie. Ce système couvre tous les groupes de produits qui doivent être certifiés selon la loi fédérale «Sur la protection des droits des consommateurs» et selon d'autres actes législatifs à l'égard de certains types de marchandises. L'autorité du système obligatoire de certification GOST R se répand au système volontaire GOST R, car les demandeurs  d'évaluation de la conformité volontaire s'adressent plus souvent notamment au système obligatoire de certification GOST R.

## Les systèmes de certification volontaires dans la fédération de Russie
Un tel système d'évaluation de conformité peut être enregistré par chaque citoyen de la fédération de Russie selon la loi . Quand on crée un système de certification volontaire on affirme la liste des objets qui doivent être certifiés, la liste des paramètres des caractéristiques. On formule les règles du système et la procédure de payement de certification, on définit les participants du système d'évaluation de conformité.
L'enregistrement du système de certification volontaire est analogue à la procédure de l'enregistrement du système obligatoire. En cas de refus l'Agence fédérale de la réglementation technique et métrologie (Rosstandard) envoie au demandeur l'explication pourquoi on ne peut pas enregistrer un nouveau système. À présent plus de 130 organismes de certification centraux ont passé la procédure de création.
Par exemple, il y a des systèmes de certification volontaires suivants :
- De la production de construction - Le système de certification volontaire dans la construction dans la fédération de Russie [5] ;
- Du personnel et des services de l'Infrastructure communale - Le système de la certification volontaire dans la sphère communale dans la fédération de Russie[6] ;
- Des moyens de protection cryptographique d'information ;
- De la production de l'Agence fédérale de la réglementation technique et métrologie (Rosstandard) ;
- De la production et des systèmes de qualité dans les industries de la défense - «Oboroncertifika» ;
- La certification des denrées alimentaires «HACCP» [7] ;
- De la production du charbon ;
- Des bijouteries (quelques systèmes dans ce domaine d'activité avec des noms différents) ;
- Des substances biologiquement actives [8] ;
- Des services dans le domaine de la publicité ;
- De l'évaluation de la propriété intellectuelle ;
- Des technologies d'information - «CSIT» [9].

Les systèmes de certification  volontaires corporatifs :
- Du complexe de carburant et d'énergie (le Système «Teksert») [10] ;
- De l'équipement pour l'industrie du gaz et du pétrole «Neftegaz» [11] ;
- De la production et des services «Tehnosert» [12] ;
- GAZPROMSERT[13].

Les systèmes de certification régionaux nationaux :
- Des services du commerce à Moscou ;
- Des services du commerce «Tulasert» [14] ;
- Des services des postes de distribution d'essence à Moscou ;
- Des services des postes de distribution d'essence dans la région de Moscou ;
- Des services du commerce de détail dans la région de Sakhaline ;
- Des services du commerce de détail dans la République de Sakha (Yakoutie) ;
- Des services des postes de distribution d'essence dans la région de l'Oural «URALSERT-AZS» [15] ;
- Des services du commerce de détail à Saint-Pétersbourg et d'autres systèmes.